# Peucetia

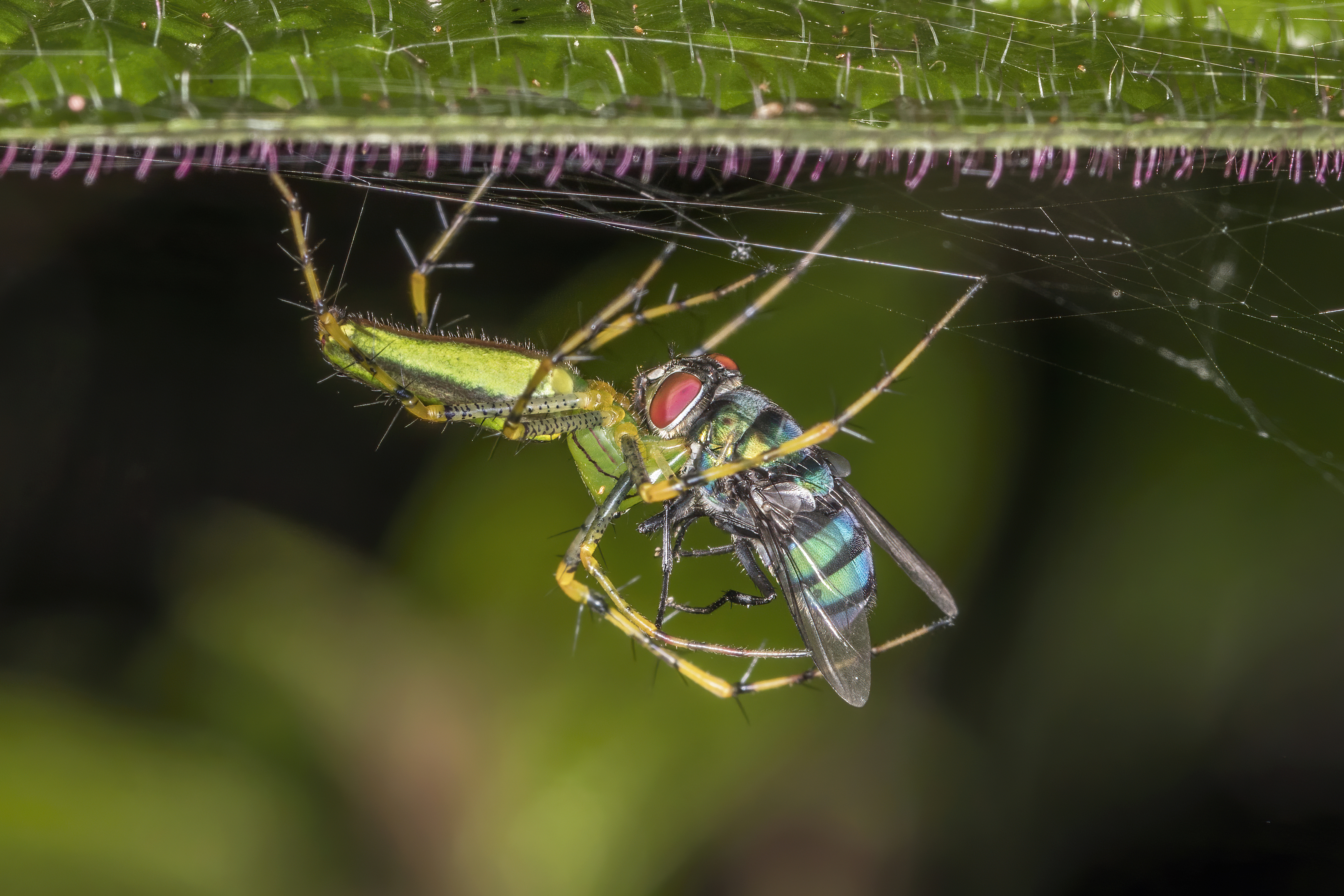
Aranya linx verda (P. madagascariensis) caçant una mosca d'ampolla verda (Lucilia sp.)

Peucetia és un gènere d'aranyes araneomorfes de la família dels oxiòpids (Oxyopidae). Fou descrit per primera vegada l'any 1869 per Thorell.
Té una distribució per arreu del món. P. viridana es troba a l'Índia i Myanmar. Una espècie similar, anomenada P. viridans (oxiòpid verd) es troba només des del sud dels Estats Units fins a Veneçuela.

## Taxonomia
Segons el World Spider Catalog amb data del 2018 Peucetia te reconegudes les següents 47 espècies:
- Peucetia akwadaensis  Patel, 1978
- Peucetia albescens  L. Koch, 1878
- Peucetia ananthakrishnani  Murugesan, Mathew, Sudhikumar, Sunish, Biju & Sebastian, 2006
- Peucetia arabica  Simon, 1882
- Peucetia ashae  Gajbe & Gajbe, 1999
- Peucetia betlaensis  Saha & Raychaudhuri, 2007
- Peucetia biharensis  Gajbe, 1999
- Peucetia casseli  Simon, 1900
- Peucetia cayapa  Santos & Brescovit, 2003
- Peucetia choprai  Tikader, 1965
- Peucetia crucifera  Lawrence, 1927
- Peucetia elegans  (Blackwall, 1864)
- Peucetia flava  Keyserling, 1877
- Peucetia formosensis  Kishida, 1930
- Peucetia gauntleta  Saha & Raychaudhuri, 2004
- Peucetia gerhardi  van Niekerk & Dippenaar-Schoeman, 1994
- Peucetia graminea  Pocock, 1900
- Peucetia harishankarensis  Biswas, 1975
- Peucetia jabalpurensis  Gajbe & Gajbe, 1999
- Peucetia ketani  Gajbe, 1992
- Peucetia latikae  Tikader, 1970
- Peucetia lesserti  van Niekerk & Dippenaar-Schoeman, 1994
- Peucetia longipalpis  F. O. Pickard-Cambridge, 1902
- Peucetia lucasi  (Vinson, 1863)
- Peucetia macroglossa  Mello-Leitão, 1929
- Peucetia maculifera  Pocock, 1900
- Peucetia madagascariensis  (Vinson, 1863)
- Peucetia madalenae  van Niekerk & Dippenaar-Schoeman, 1994
- Peucetia margaritata  Hogg, 1914
- Peucetia myanmarensis  Barrion & Litsinger, 1995
- Peucetia nicolae  van Niekerk & Dippenaar-Schoeman, 1994
- Peucetia pawani  Gajbe, 1999
- Peucetia phantasma  Ahmed, Satam, Khalap & Mohan, 2015
- Peucetia procera  Thorell, 1887
- Peucetia pulchra  (Blackwall, 1865)
- Peucetia punjabensis  Gajbe, 1999
- Peucetia rajani  Gajbe, 1999
- Peucetia ranganathani  Biswas & Roy, 2005
- Peucetia rubrolineata  Keyserling, 1877
- Peucetia striata  Karsch, 1878
- Peucetia transvaalica  Simon, 1896
- Peucetia virescens  (O. Pickard-Cambridge, 1872)
- Peucetia viridana  (Stoliczka, 1869)
- Peucetia viridans  (Hentz, 1832)
- Peucetia viridis  (Blackwall, 1858)
- Peucetia viveki  Gajbe, 1999
- Peucetia yogeshi  Gajbe, 1999

## Galeria
- Mascle d'aranya linx verda
 P. madagascariensis
- Femella d'aranya linx verda
 P. madagascariensis